# Championnat de France de rugby à XIII 1999-2000
Navigation
Édition précédente Édition suivante
Le Championnat de France de rugby à XIII 1999-2000 ou D1 1999-2000 oppose pour la saison 1999-2000 les meilleures équipes françaises de rugby à XIII au nombre de douze du 22 aout  1998 au 22 mai 1999. La finale se déroule une seconde fois à Paris au Stade Charlety, dans une tentative d'institutionnalisation de la Capitale comme lieu des finales du championnat, pour promouvoir le sport au niveau national, accompagné d'un certain effort au niveau de la production des visuels autour de l'évènement.Chaque semaine, un match est diffusé en direct le lundi soir sur la chaine Pathé Sport, la finale est diffusée en direct le samedi 20 mai 2000
Cette tentative rencontrera un échec, puisque dès la saison suivante, la finale du championnat se déroulera à nouveau en province. Le championnat sera également marqué par un évènement dramatique, qui est l'inondation du stade du Moulin à Lézignan le 13 novembre 1999, celle des locaux du FCL, qui font elles-mêmes suite aux violentes intempéries, ayant entrainé une véritable catastrophe dans la commune.

## Équipes en compétitions
| Avignon Carpentras Lézignan-Corbières Limoux Lyon Pia Saint-Gaudens St-Estève Toulouse Villeneuve-sur-Lot XIII Catalan Villefranche |

Douze équipes participent cette saison au championnat de France de première division; Lyon-Villeurbanne, Toulouse, Villeneuve-sur-lot, Pia, Lézignan-Corbières, Carpentras, Grand Avignon, Saint-Estève, XIII Catalan, Villefranche-de-Rouerge, Saint-Gaudens et Limoux.
| Club               | Dernière montée | Classement en 1999 | Entraîneur(s)                       |
| ------------------ | --------------- | ------------------ | ----------------------------------- |
| Avignon            |                 | 9e                 | Patrick Entat                       |
| Carpentras         |                 | Quart-de-finaliste | Glenn Knight                        |
| Lézignan           | 1990            | 10e                | Raphaël Bueno                       |
| Limoux             | 1962            | Quart-de-finaliste | Marc Bourrel                        |
| Lyon               | 1999            | Promu              | Luc Durand                          |
| Pia                | 1988            | Quart-de-finaliste | Abet Backlouch                      |
| Saint-Estève       |                 | Finaliste          | Mathieu Khedimi Patrick Wozniack    |
| Saint-Gaudens      | 1986            | Demi-finaliste     | Gilles Dumas Pierre Surre           |
| Toulouse           | 1993            | Demi-finaliste     | Patrick Pedrazzani Thierry Campagne |
| Villefranche       | 1999            | Promu              | Jason Sands                         |
| Villeneuve-sur-Lot | 1934            | Champion           |                                     |
| XIII Catalan       | 1934            | Quart-de-finaliste | Guy Laforgue                        |

## Format
Le calendrier est composé de deux phases :

### Première phase: saison régulière
Chaque équipe rencontre toutes les autres en matchs aller-retour.

### Deuxième phase: éliminatoires
À l'issue de la saison régulière, les huit premiers de la saison régulière se qualifient pour la phase à élimination directe. Ils sont qualifiés pour les quarts de finale prévus en aller-retour, le match aller se jouant sur le terrain du moins bien classé.

## Déroulement de la compétition

### Classement de la première phase

Le classement de la saison régulière se termine comme suit,.
| Classement | Club                     | Points |
| 1er        | Villeneuve-sur-lot       | 58     |
| 2e         | Saint-Estève             | 54     |
| 3e         | Saint-Gaudens            | 52     |
| 4e         | Toulouse                 | 51     |
| 5e         | Pia                      | 50     |
| 6e         | XIII Catalan             | 46     |
| 7e         | Avignon                  | 46     |
| 8e         | Lézignan                 | 42     |
| 9e         | Limoux                   | 38     |
| 10e        | Villefranche-de-Rouergue | 33     |
| 11e        | Carpentras               | 28     |
| 12e        | Lyon-Villeurbanne        | 25     |

|  | Qualifié pour la phase finale |

Les 18 et 19 mars 2000 sont organisés des matches de « rattrapage »
Les quarts de finale sont organisés les 8 et 9 avril 2000 (matches aller) et les 15 et 16 avril 2018. Les demi-finales les 29,30 avril (matchs aller), et les 6, 7 mai (matchs retour).

### Phase finale
La phase finale se déroule comme suit,.
|  | Quarts de finale | Quarts de finale   | Quarts de finale | Quarts de finale |              |              | Demi-finales | Demi-finales | Demi-finales | Demi-finales |  |  | Finale                               | Finale | Finale | Finale |
|  |                  |                    |                  |                  |              |              |              |              |              |              |  |  |                                      |        |        |        |
|  |                  |                    |                  |                  |              |              |              |              |              |              |  |  | 20 mai 2000, Stade Charlety, à Paris |        |        |        |
|  |                  |                    |                  |                  |              |              |              |              |              |              |  |  |                                      |        |        |        |
|  | 1er              | Villeneuve-sur-lot | 22               | 16               |              |              |              |              |              |              |  |  |                                      |        |        |        |
|  | 1er              | Villeneuve-sur-lot | 22               | 16               |              |              |              |              |              |              |  |  |                                      |        |        |        |
|  | 8e               | Lézignan           | 31               | 8                |              |              |              |              |              |              |  |  |                                      |        |        |        |
|  | 8e               | Lézignan           | 31               | 8                | Lézignan     | Lézignan     | 16           | 4            |              |              |  |  |                                      |        |        |        |
|  |                  |                    |                  |                  | Lézignan     | Lézignan     | 16           | 4            |              |              |  |  |                                      |        |        |        |
|  |                  |                    | Toulouse         | Toulouse         | 30           | 24           |              |              |              |              |  |  |                                      |        |        |        |
|  | 4e               | Toulouse           | Toulouse         | Toulouse         | 30           | 24           | 15           | 35           |              |              |  |  |                                      |        |        |        |
|  | 4e               | Toulouse           |                  |                  |              |              |              | 35           |              |              |  |  |                                      |        |        |        |
|  | 5e               | Pia                | 16               | 10               |              |              |              |              |              |              |  |  |                                      |        |        |        |
|  | 5e               | Pia                | 16               | 10               | Toulouse     | Toulouse     | 20           | 20           |              |              |  |  |                                      |        |        |        |
|  |                  |                    |                  |                  | Toulouse     | Toulouse     | 20           | 20           |              |              |  |  |                                      |        |        |        |
|  |                  |                    | Saint-Estève     | Saint-Estève     | 18           | 18           |              |              |              |              |  |  |                                      |        |        |        |
|  | 2e               | Avignon            | Saint-Estève     | Saint-Estève     | 18           | 18           | 13           | 10           |              |              |  |  |                                      |        |        |        |
|  | 2e               | Avignon            |                  |                  |              |              |              |              |              |              |  |  |                                      |        |        |        |
|  | 7e               | Saint-Estève       | 6                | 40               |              |              |              |              |              |              |  |  |                                      |        |        |        |
|  | 7e               | Saint-Estève       | 6                | 40               | Saint-Estève | Saint-Estève | 28           | 20           |              |              |  |  |                                      |        |        |        |
|  |                  |                    |                  |                  | Saint-Estève | Saint-Estève | 28           | 20           |              |              |  |  |                                      |        |        |        |
|  |                  |                    | XIII Catalan     | XIII Catalan     | 14           | 1            |              |              |              |              |  |  |                                      |        |        |        |
|  | 3e               | XIII Catalan       | XIII Catalan     | XIII Catalan     | 14           | 1            | 14           | 21           |              |              |  |  |                                      |        |        |        |
|  | 3e               | XIII Catalan       |                  |                  |              |              |              | 21           |              |              |  |  |                                      |        |        |        |
|  | 6e               | Saint-Gaudens      | 8                | 16               |              |              |              |              |              |              |  |  |                                      |        |        |        |
|  | 6e               | Saint-Gaudens      | 8                | 16               |              |              |              |              |              |              |  |  |                                      |        |        |        |
|  |                  |                    |                  |                  |              |              |              |              |              |              |  |  |                                      |        |        |        |

L'histoire retiendra que, contre toute attente, le premier du classement final, Villeneuve-sur-Lot, tenant du titre, a été battu par le 8e de la phase précédente, Lézignan

## Finale -20 mai 2000
(mt : 7 - 4)
Points marqués :
- Toulouse : 3 essais de Mullins (19e et 54e) et C. Cazemajou (61e) ; 3 transformations de Dorrell (19e, 54e et 61e) ; 2 drops de Mullin (39e et 76e).
- Saint-Estève : 3 essais de Raudonikis (2e), Brown (43e) et Pramil (80e) ; 2 transformations de Gomez (43e et 80e) ; 1 pénalité de Gomez (48e).

Évolution du score : 0-4, 6-4, 7-4 (mi-temps), 7-10, 7-12, 13-12, 19-12, 20-12, 20-18.
Arbitre : M. Thierry Alibert
Spectateurs : 6 500
Homme du match : Mark Faumuina
Composition des équipes :
- Toulouse : Jean Frison (c) - Peter Lima, Jean-Emmanuel Cassin, Laurent Lucchese, Alexandre Couttet - Simon Dorrell (o), Sean Mullins (m) - Andrei Olari, Mark Faumuina, Troy Perkins, Sébastien Bouche, Ahmed Harrat, Paul Mills - Sébastien Raguin, Jérôme Vincent, Frédéric Zitter, Christophe Cazemajou - Entraîneur : Patrick Pedrazzani
- Saint-Estève : Cédric Jalibert - Nicolas, Jean-Marc Garcia, Dorahy, Bruno Verges - Pierre Chamorin (o)(c), Todd Brown (m) - Jacques Pech, Pena, Laurent Cambres, Raudonikis, Patrick Torreilles, Stéphane Chamorin - Entraîneur :

## Effectifs des équipes présentes
| Toulouse           | Sébastien Bouche Jean-Emmanuel Cassin Christophe Cazemajou Alexandre Couttet Simon Dorrell (o) Abderazak El-Khalouki Mark Faumuina Éric Frayssinet Jean Frison (c) Ahmed Harrat Peter Lima Laurent Lucchese Paul Mills Sean Mullins (m) Andrei Olari Troy Perkins Sébastien Raguin Jérôme Vincent Frédéric Zitter Entraîneur : Patrick Pedrazzani | Saint-Estève | Vincent Banet Berthezène Todd Brown (m) Cambres Pierre Chamorin (o)(c) Stéphane Chamorin Samuel Dohary Jean-Marc Garcia Gomez Cédric Jalibert Laurent Nicolas Jacques Pech Pena Olivier Pramil Raudonikis Slattery Patrick Torreilles Éric van Brussel Bruno Verges Entraîneur : Mathieu Khedimi & Patrick Wozniack |
| Villeneuve-sur-Lot | Frédéric Banquet Vea Bloomfield Christophe Canal Laurent Carrasco David Collado Gilles Cornut David Despin Grant Doorey Richard Doste Laurent Frayssinous (o) Romain Gagliazzo Ludovic Pérolari Julien Rinaldi (m) Pierre Sabatié Artie Shead Mickaël Van Snick Vincent Wulf Entraîneur : Jean-Luc Albert & Grant Doorey                          | XIII Catalan | Cédric Alcacer Olivier Bise Stéphane Bonnet Didier Cabestany Xavier Clara Aurélien Cologni Paquito Cordoba Ludovic Dauré Mourad Dembri Laurent Garnier Maxime Grésèque Sylvain Houlès Pascal Jampy Olivier Martinez Andrew Neave (m) Hitro Okesene Jamie Peters Aaron Smith (o) Entraîneur : Marc Guasch            |
| FC Lézignan        | Arnaud Cervello Laurent Ferrères Pascal Mons Fred Piva | Avignon      | Yacine Dekkiche Fabien Devecchi Renaud Guigue Dany Webster |
| Saint-Gaudens      | Arnaud Dulac Sébastien Fauré Stéphane Millet Claude Sirvent | Pia          | Andrew Hunter Patrick Noguera Ashley Rhodes Christophe Rossell Sébastien Terrado |
| Villefranche       | Brett Trudgett | Limoux       | Nicolas Piccolo Lawrence Raleigh Brian Siemsen |
| Carpentras         | Alain Étienne |              | |

## Médias
Des matches de championnat ainsi que la finale du Championnat sont retransmis en direct sur la chaîne Pathé Sport, commentés par Louis Bonnery et Rodophe Pirès.

## La catastrophe de Lézignan -Corbières
Le 13 novembre 1999, de graves inondations touchent les départements du Tarn, des Pyrénées orientales  et surtout de l'Aude qui dénombre à lui seul 10 victimes et 7 disparus. Les dégâts matériels sont considérables.
Le club de rugby à XIII local, le FCL XIII (surnommé affectueusement le feuceuleu) est très durement touché par l’inondation de son stade, le stade du Moulin, mais aussi avec son siège social et ses locaux administratifs, qui se retrouvent également endommagés(p. 4). Cette inondation a donné lieu à un mouvement de solidarité de la part de clubs treizistes, tels que ceux de Villeneuve-sur-Lot, de Carcassonne, de Pia, Pamiers, Cabardès, Limoux, Leeds....(p. 5).
Le club se remet de la catastrophe, en se relançant le 19 décembre par la réception de Villefranche-de-Rouerge en Championnat(p. 5)  et en réalisant l'exploit d'éliminer le tenant du titre, Villeneuve-sur-lot, en quart de finale du championnat.